# Audi R8
Audi R8 – supersamochód klasy średniej produkowany pod niemiecką marką Audi w latach 2006–2024.

## Pierwsza generacja

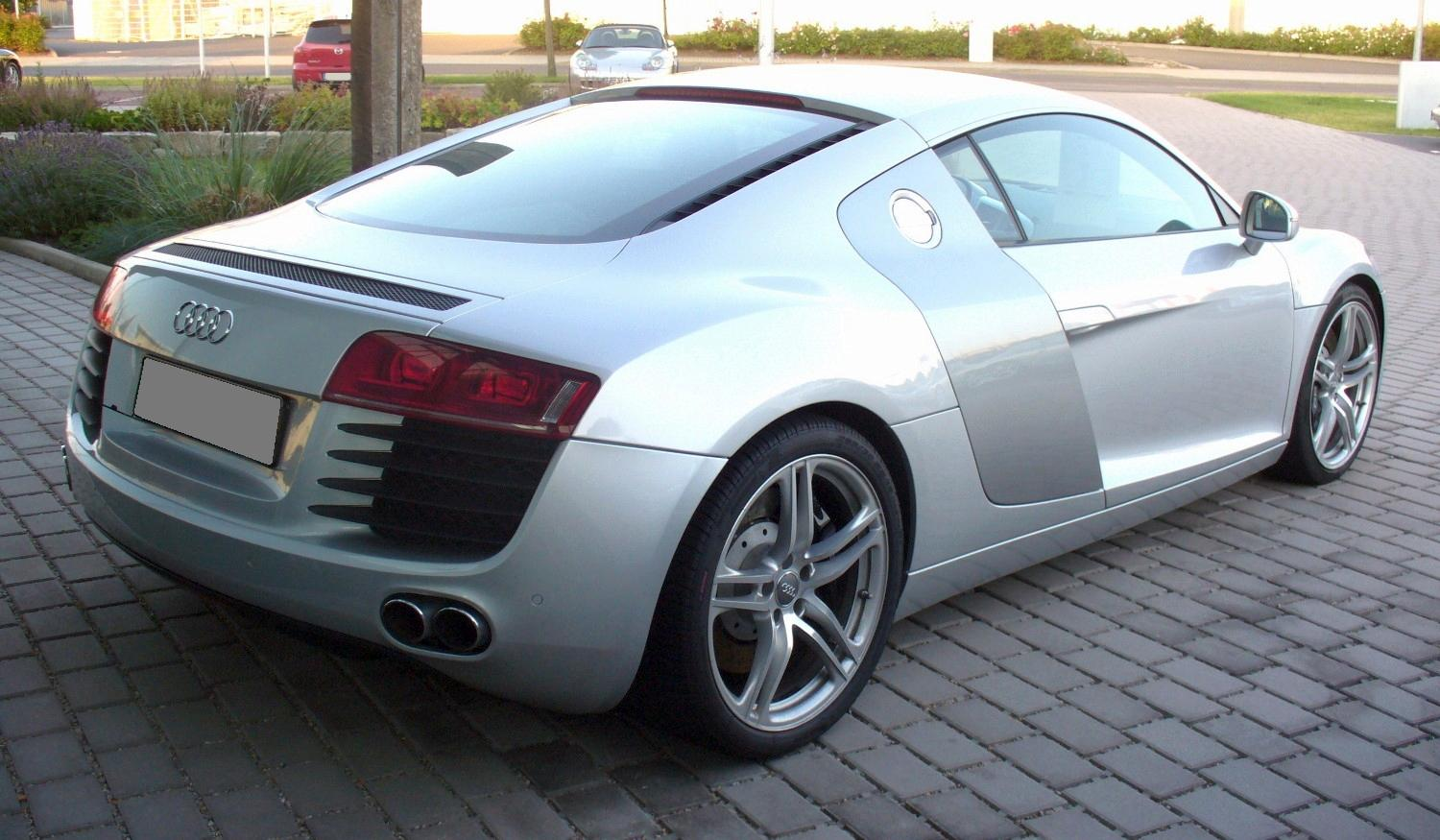
Audi R8 I – tył

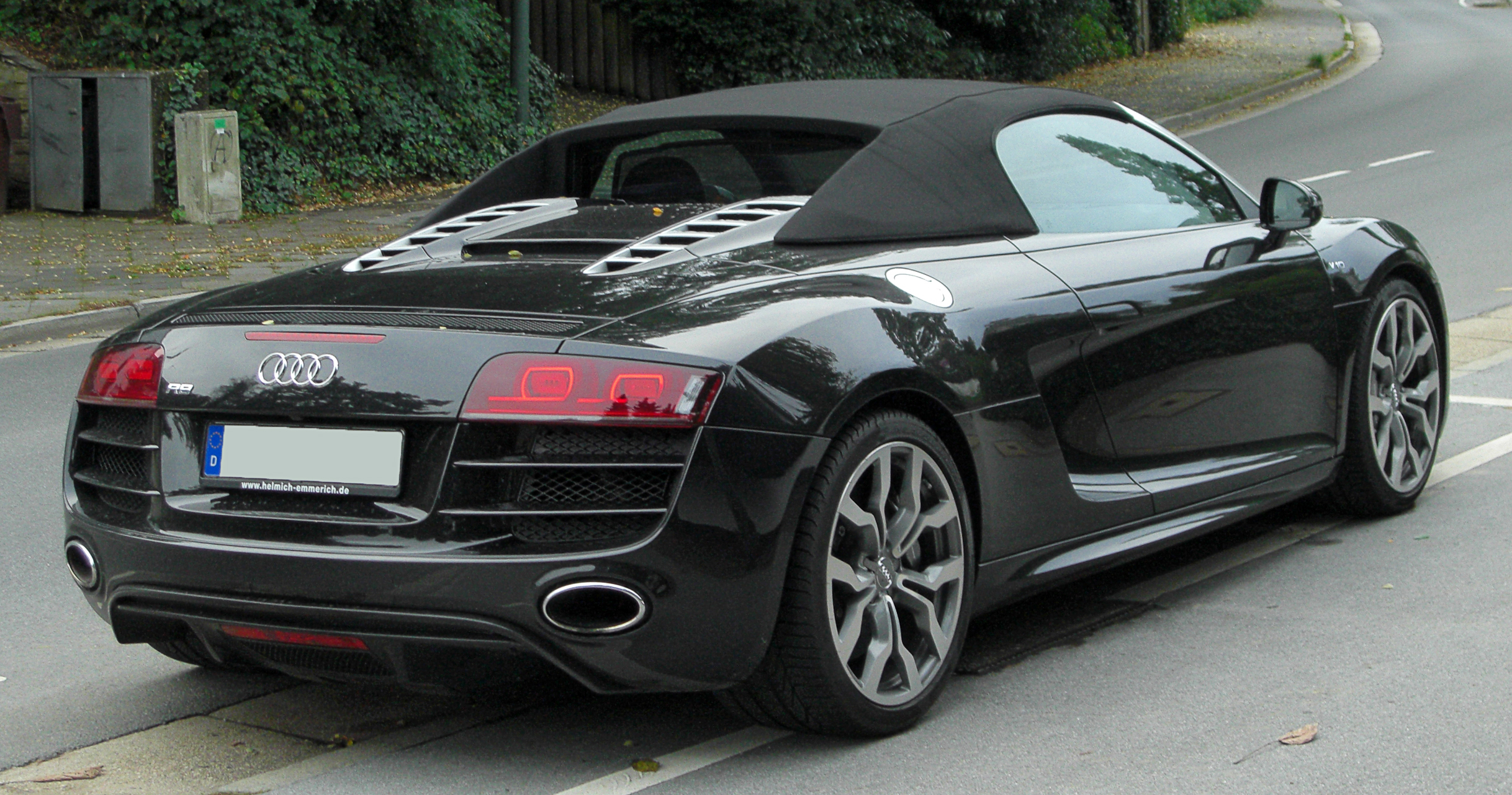
Audi R8 I Spyder

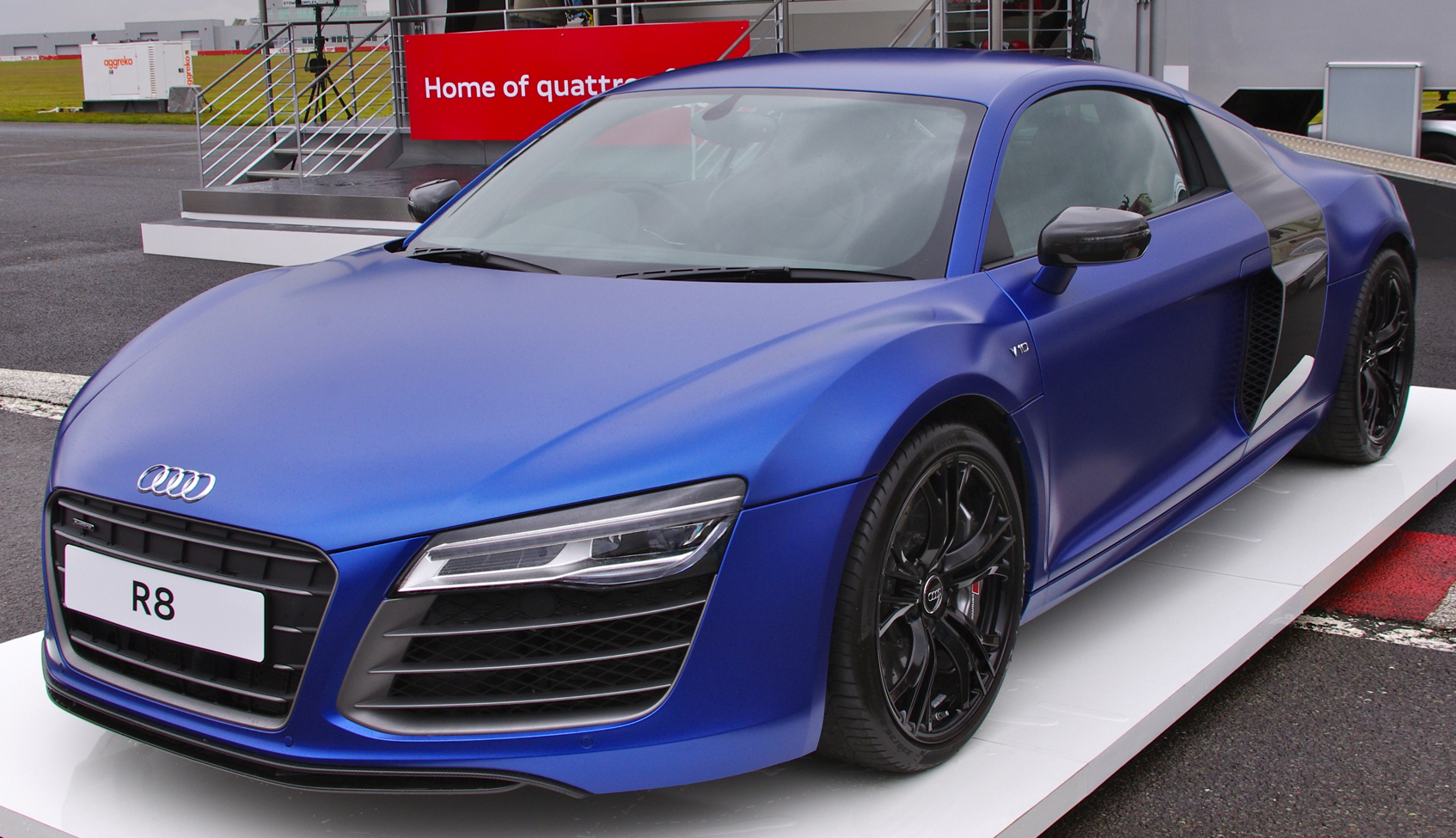
Audi R8 I po liftingu

Audi R8 I został zaprezentowany po raz pierwszy we wrześniu 2006 roku.
Pierwszy w historii supersamochód Audi został zaprezentowany podczas targów motoryzacyjnych w Paryżu 30 września 2006 roku. Nazwa samochodu pochodzi od sportowego prototypu Le Mans Audi R8, zaprezentowanego podczas targów IAA w roku 2003. Produkcję pojazdu rozpoczęto w 2006 roku.
W 2008 roku samochód zdobył tytuł World Performance Car of the Year, dwa lata później ten sam tytuł zdobyła wersja R8 V10.
Wersja produkcyjna pojazdu zaprojektowana została przez Waltera de’Silvę. Od połowy 2007 roku pojazd był dostępny z silnikiem V8 FSI o pojemności 4.2 l i mocy 420 KM, a od 2009 roku z silnikiem V10 FSI o pojemności 5.2 l i mocy 525 KM. Silniki umieszczone są centralnie, a widoczne są dzięki oszklonej pokrywie opcjonalnie podświetlanej diodami LED. Karoseria samochodu w całości wykonana jest z aluminium, w myśl założeń koncepcji ASF (Audi Space Frame). W roku 2008, R8 jako pierwszy seryjny samochód na świecie zostało wyposażone w pełni diodowe reflektory przednie, a w roku 2012 dodano mu kierunkowskazy ze zdynamizowanym sposobem sygnalizowania.
Auto pomimo sportowego charakteru zostało przystosowane (podobnie jak Porsche 911) do codziennego użytkowania poprzez obniżenie hałasu i zwiększenie komfortu kierowcy. W modelu z silnikiem V10 zastosowany został amortyzator magnetyczny. Możliwa jest zmiana charakteru pracy zawieszenia poprzez regulację zmiany lepkości cieczy magnetoreologicznej polem magnetycznym. Wnętrze pojazdu wykonane zostało ze skóry, aluminium oraz włókna węglowego.
W 2009 roku podczas Międzynarodowego Salonu Samochodowego we Frankfurcie zaprezentowano wersję roadster pod nazwą R8 Spyder. Auto do sprzedaży trafiło w 2010 roku. Tekstylny dach Spydera otwiera się lub zamyka w ciągu 19 sekund. Auto oferowane jest, podobnie jak wersja coupé, z silnikami V8 oraz V10.
525-konne V10 różni się od wersji z silnikiem V8 tylnym zderzakiem i układem wydechowym oraz zmodyfikowanym silnikiem od Lamborghini Gallardo. W 2010 roku zaprezentowano dwie wzmocnione wersje standardowego R8. Modele 4.2 dysponują teraz 430 KM, a wersja 5.2 – 560 KM w wersji GT.
W 2012 roku auto przeszło facelifting. Przeprojektowano przedni zderzak z nowym grillem, zmodyfikowano reflektory wraz ze światłami do jazdy dziennej w technologii LED, zmieniono delikatnie tylne lampy, okrągłe końcówki wydechów zintegrowano z nowym tylnym zderzakiem. W pojeździe zastosowano nową siedmiobiegową przekładnię dwusprzęgłową (S-tronic), która zastąpiła poprzednią zautomatyzowaną (R-tronic). Zaprezentowano także nową, mocniejszą wersję pojazdu R8 plus z mocą 550 KM. Jest to najszybsza wersja R8, która do 100 km/h przyspiesza w 3,5 s.
Pod koniec roku 2012 pojawiło się Audi R8 e-tron napędzane wyłącznie przy użyciu dwóch silników elektrycznych. Prąd do pracy silniki pobierają z akumulatora o pojemności 48,6 kWh. Jednostki napędowe generują łączną moc 280 kW (380 KM) i maksymalny moment obrotowy 820 Nm. Dzięki nim, to sportowe auto osiąga prędkość 100 km/h w czasie 4,2 s.
Prędkość maksymalną samochodu ograniczono do 200 km/h. Jednorazowe naładowanie akumulatora pozwala pokonać 215 km. Wraz z modelem R8 e-tron, Audi zaprezentowało nowe nadwozie Multimaterial Space Frame, kolejny etap rozwoju swojej koncepcji wytwarzania ram i nadwozi z jak najlżejszych materiałów (ASF), tak by osiągnąć jak najmniejszą wagę pojazdu. Istotą takiej konstrukcji jest to, że duże elementy wykonane z tworzywa wzmocnionego włóknem węglowym (CRP), stanowią uzupełnienie aluminiowego szkieletu. 23 procent ciężaru karoserii to elementy wykonane z CRP, 75 procent to części metalowe, a pozostałe dwa procent przypada na inne materiały.
Przy okazji startu w 24 godzinnym wyścigu w Le Mans w czerwcu 2014, koncern z Ingolstadt pokazał nowy model Audi R8 LMX. To jeden z pierwszych na świecie samochodów produkcji seryjnej, gdzie światła drogowe generowane są przez wiązkę laserową. W nowych, laserowych światłach drogowych, znajdujący się w każdym reflektorze moduł laserowy generuje snop światła o zasięgu dwa razy większym niż ten generowany przez reflektory diodowe. W każdym module zastosowano cztery silne diody laserowe. Przy średnicy zaledwie 300 mikrometrów generują one niebieskie światło laserowe o długości fali 450 nanometrów. Fosforowy konwerter przemienia je w białe światło drogowe o temperaturze barwy 5500 kelwinów, idealne dla ludzkiego oka, pozwalające kierowcy lepiej rozpoznawać kontrasty i mniej meczące wzrok. Światła laserowe w Audi R8 LMX, aktywujące się powyżej prędkości 60 km/h, są uzupełnieniem diodowych świateł drogowych i korzystnie poszerzają oraz wydłużają pole widzenia kierowcy, wydatnie podnosząc w ten sposób bezpieczeństwo jazdy. Inteligentny zespół sensorowych kamer rozpoznaje innych uczestników ruchu drogowego i odpowiednio dostosowuje długość i intensywność wiązki światła.
Dzięki mocy 419 kW (570 KM) i momentowi obrotowemu 540 Nm, przy 6500 obr./min, jego silnik V10 o pojemności 5,2 litra przyspiesza od 0 do 100 km/h w zaledwie 3,4 sekundy. Prędkość maksymalna samochodu wynosi 320 km/h, a średnie zużycie paliwa to 12,9 litra na 100 km (299 g CO2 na km). Audi R8 LMX dostępne jest w limitowanej wersji zaledwie 99 egzemplarzy.
W listopadzie 2014 roku, na krótko przed premierą na salonie motoryzacyjnym w Los Angeles, Audi zaprezentowało model o nazwie R8 Competition. Auto napędzane jest benzynowym silnikiem V10 o pojemności 5,2 l. Motor generuje moc 570 KM – o 10 km więcej, niż w wersji GT. R8 Competition jest najpotężniejszym wcieleniem modelu R8.

### Wyposażenie
Wyposażenie z zakresu bezpieczeństwa obejmuje m.in. elektroniczny układ stabilizacji firmy Bosch w którego skład wchodzą m.in. ABS, EBD, ASR, EDS oraz dwustopniowe poduszki powietrzne.

### Dane techniczne
|                                            | Audi R8 V8                                                                                    | Audi R8 V10                                                                                     | Audi R8 V10 GT                                                                                  |
| ------------------------------------------ | --------------------------------------------------------------------------------------------- | ----------------------------------------------------------------------------------------------- | ----------------------------------------------------------------------------------------------- |
| Lata produkcji                             | od 2006                                                                                       | od 2008                                                                                         | od 2010                                                                                         |
| Typ silnika                                | Audi FSI V8 32V                                                                               | Audi FSI V10 40V                                                                                | Audi FSI V10 40V                                                                                |
| Silnik                                     | V8 (8-cylindrowy) 45.0° DOHC 32V (4 zawory na cylinder), czterosuwowy, umieszczony centralnie | V10 (10-cylindrowy) 72.0° DOHC 40V (4 zawory na cylinder), czterosuwowy, umieszczony centralnie | V10 (10-cylindrowy) 72.0° DOHC 40V (4 zawory na cylinder), czterosuwowy, umieszczony centralnie |
| Pojemność skokowa                          | 4163 cm³                                                                                      | 5204 cm³                                                                                        | 5204 cm³                                                                                        |
| Napęd                                      | Quattro                                                                                       | Quattro                                                                                         | Quattro                                                                                         |
| Moc maksymalna przy 1/min                  | 309 kW (420 KM) @ 7800 1/min 316 kW (430 KM) @ 7900 1/min (2010)                              | 386 kW (525 KM) @ 8000 1/min                                                                    | 412 kW (560 KM) @ 8000 1/min                                                                    |
| Maksymalny moment obrotowy (Nm) przy 1/min | (430 Nm) @ 4500-6000 1/min                                                                    | (530 Nm) @ 6500 1/min                                                                           | (540 Nm) @ 6500 1/min                                                                           |
| Stopień sprężania                          | 12,5:1                                                                                        | 12,5:1                                                                                          | 12,5:1                                                                                          |
| Układ zaworów                              | DOHC, łańcuch, 4 zawory na cylinder, podwójny wałek rozrządu                                  | DOHC, łańcuch, 4 zawory na cylinder, podwójny wałek rozrządu                                    | DOHC, łańcuch, 4 zawory na cylinder, podwójny wałek rozrządu                                    |
| 0–100 km/h                                 | 4.6 s 4.8 s (Spyder)                                                                          | 3.8 s 4.5 s (Spyder)                                                                            | 3.6 s                                                                                           |
| Prędkość maksymalna                        | 301 km/h 300 km/h (Spyder)                                                                    | 316 km/h                                                                                        | 320 km/h                                                                                        |

### Wersje pojazdu
- Coupé R8 4.2 FSI quattro
- R8 Spyder 4.2 FSI quattro
- Coupé R8 5.2 FSI quattro
- R8 Spyder 5.2 FSI quattro
- R8 V12 TDI concept
- R8 TDI Le Mans
- R8 LMS
- R8 e-tron concept
- R8 e-tron prototyp
- R8 LMS Evolution
- R8 GT
- R8 ‘NF’
- R8 GT Spyder
- R8 V8 Limited Edition
- Grand-Am R8
- R8 Limited Edition
- R8 LMS ultra
- R8 Exclusive Editions
- R8 China Edition
- R8 tuning
- R8 Plus
- Sport
- R8 Competition

W 2011 roku podczas targów samochodowych w Essen odsłonięto wersję policyjną pojazdu, która ma między innymi moc 620 KM, sportowe zawieszenie i wyścigowe fotele. W tym samym roku Audi ogłosiło akcję serwisową modelu R8 dotyczącą możliwych wycieków paliwa z aut wyprodukowanych pomiędzy 18 maja 2010 roku a 22 czerwca 2011 roku.

### Produkcja
| Rok                | 2005 | 2006 | 2007 | 2008 | 2009 | 2010 | 2011 | 2012 | Suma   |
| Liczba egzemplarzy | 6    | 164  | 4125 | 5656 | 2101 | 3485 | 3551 | 2241 | 21 329 |

### Odbiór
Samochód został wykorzystany w filmie Iron Man, gdzie jeździł nim Tony Stark (Robert Downey Jr.), oraz w serialu Dirt (jeździ nim Lucy Spiller). Pojawił się również w filmie Znów mam 17 lat, gdzie jeździł nim Zac Efron. Zagrał też rolę Decepticona Sidewaysa w filmie Transformers: Zemsta upadłych. Pojawił się także w serialu Kości w odcinku 4x16, gdzie poruszał się nim Agent Seleey Booth oraz Temperance Brennan. Audi R8 Spyder porusza się także bohater „50 twarzy Greya” autorstwa E.L. James – ekscentryczny miliarder Christian Grey.
Samochód wykorzystano także między innymi w grach: Need for Speed: Carbon, Need for Speed: Shift, Need for Speed: Most Wanted (2012), Need for Speed: World oraz Test Drive Unlimited 2.

## Druga generacja

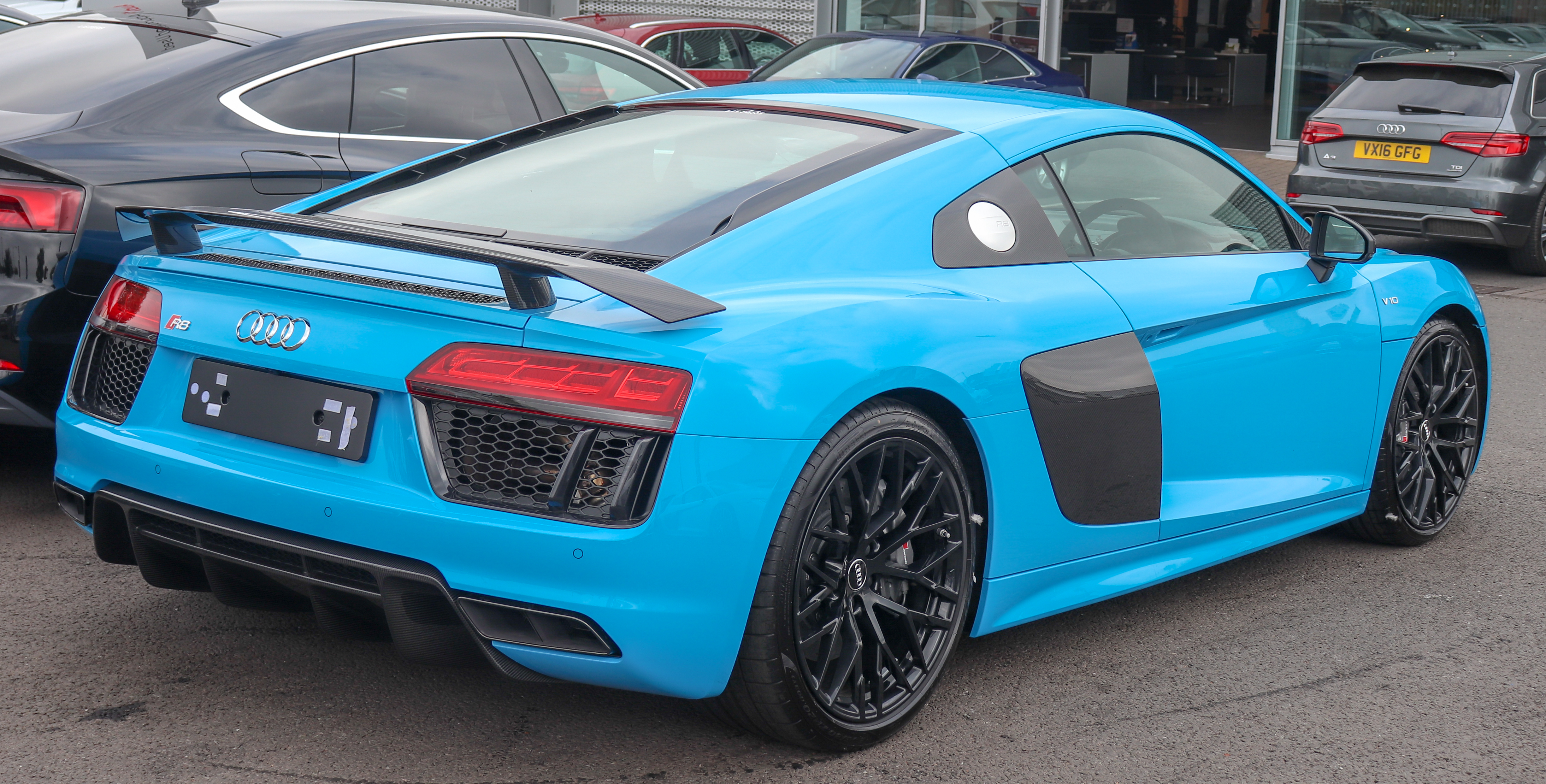
Audi R8 II – tył

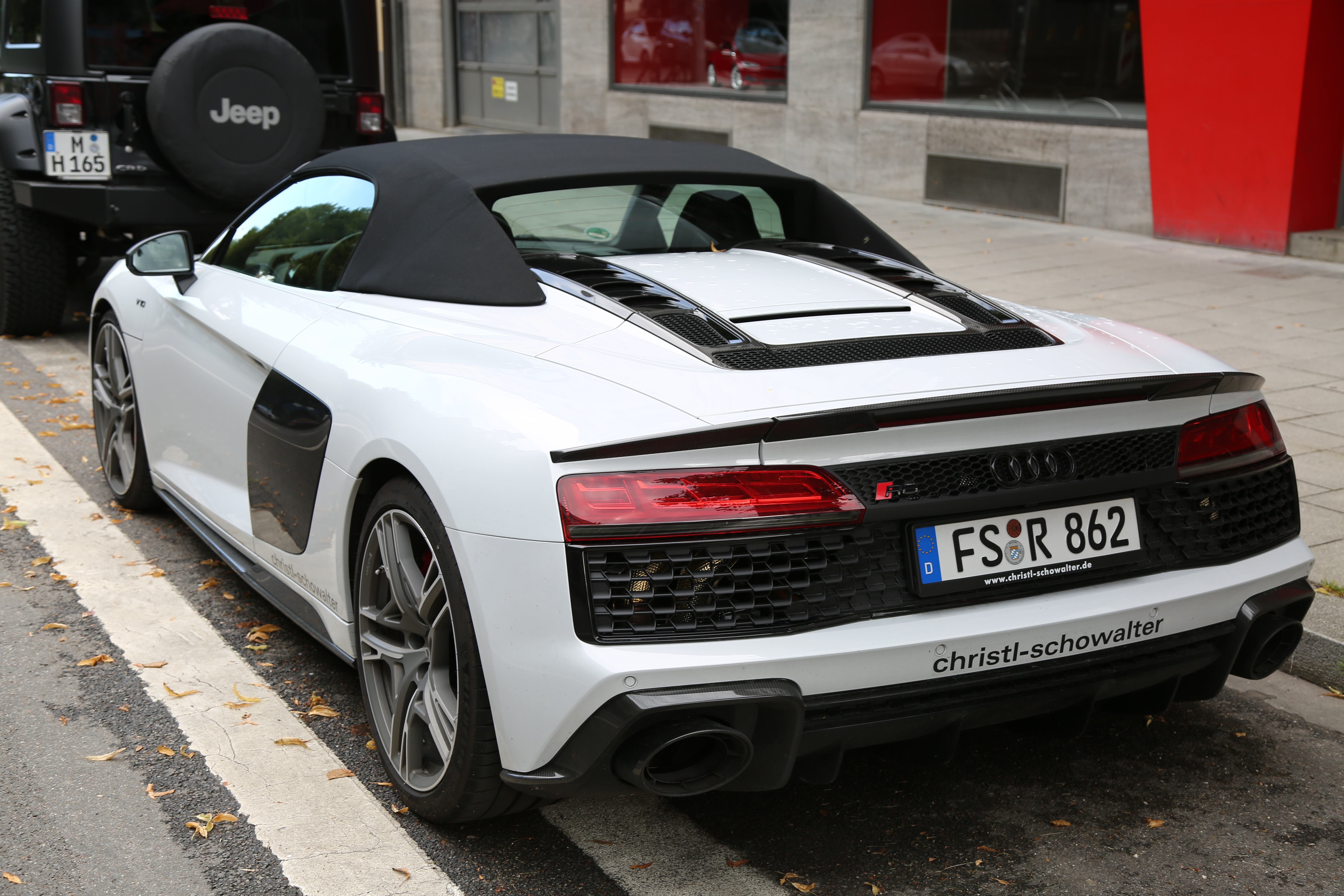
Audi R8 II Spyder

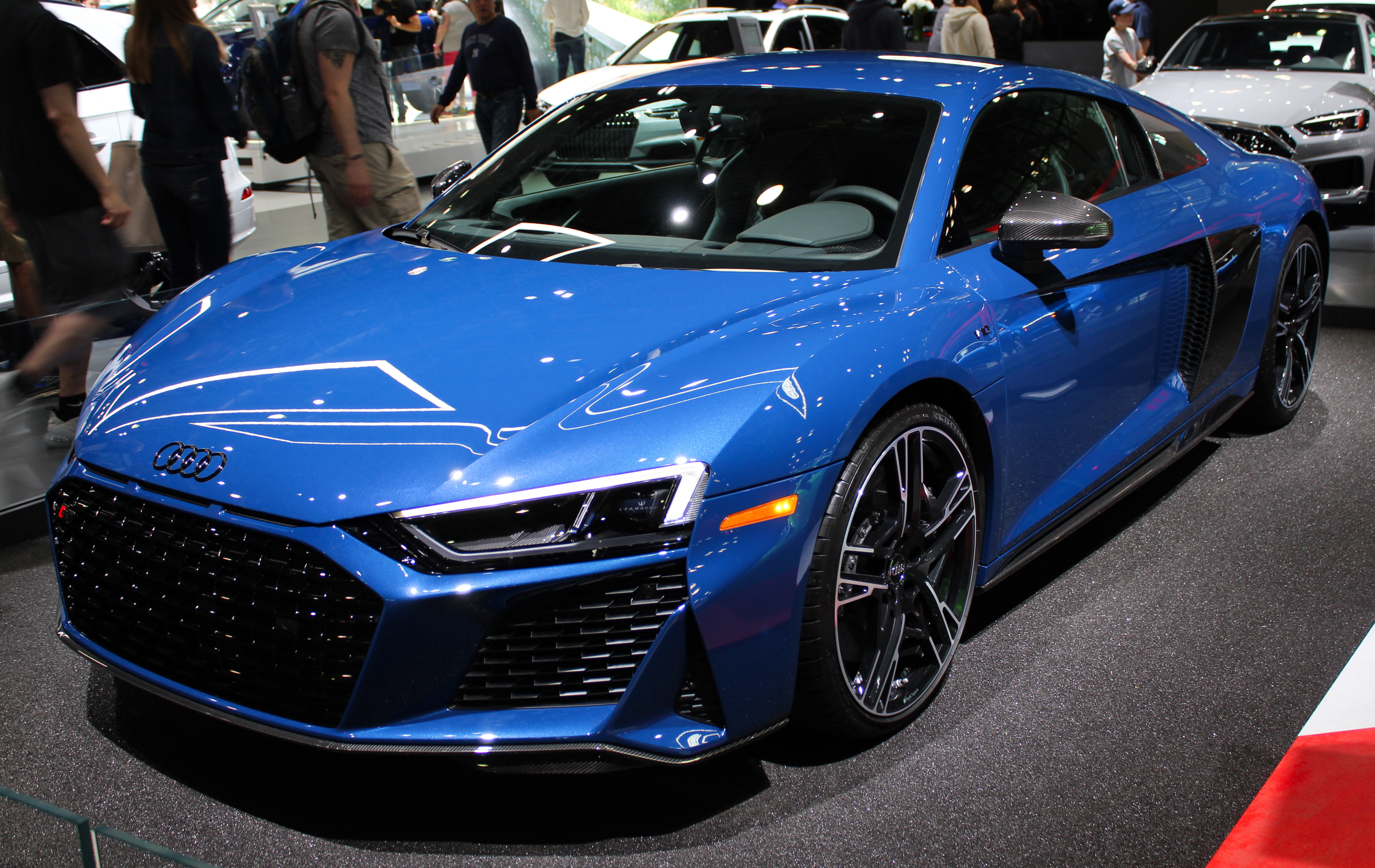
Audi R8 II po liftingu

Audi R8 II po raz pierwszy zostało oficjalnie zaprezentowane podczas targów motoryzacyjnych w Genewie w marcu 2015 roku.
Stylistycznie pojazd nawiązuje zarówno do pierwszej generacji modelu oraz do obecnie produkowanych przez Audi pojazdów. Konstrukcję pojazdu usztywniono i odchudzono. Auto zostało zbudowane na ramie przestrzennej zbudowanej z aluminium i tworzyw sztucznych wzmacnianych włóknami węglowymi.
Pojazd otrzymał podobnie jak trzecia generacja modelu TT spłaszczoną atrapę chłodnicy, nowe reflektory laserowe ze światłami do jazdy dziennej oraz wirtualną deskę rozdzielczą (virtual cockpit) z ekranem ciekłokrystalicznym o przekątnej 12,3 cala na której wyświetlać można tradycyjne wskaźniki albo inne informacje, np. komputer pokładowy, system multimedialny, mapę nawigacji. Panelem klimatyzacji kierowca sterować może za pomocą pokręteł umieszczonych w nawiewach.
W lutym 2020 roku pojawiły się informacje o rzekomym zakończeniu produkcji Audi R8 bez przewidzianego następcy, co doszło ostatecznie do skutku z końcem 2023 roku.